# Informe especial sobre los océanos y la criosfera en un clima cambiante
El Informe especial sobre los océanos y la criósfera en un clima cambiante (SROCC, siglas en inglés para Special Report on the Ocean and Cryosphere in a Changing Climate) del Grupo Intergubernamental de Expertos sobre el Cambio Climático (IPCC) de las Naciones Unidas es un resumen de la literatura científica que describe los efectos del calentamiento global observados y los probables efectos futuros sobre los océanos y la criósfera. El SROCC también discute las consecuencias, positivas y negativas, de estos cambios sobre los humanos y ecosistemas, así como alternativas de manejo para la mitigación y adaptación al cambio climático.
El SROCC fue elaborado a partir de la revisión de más de 7.000 artículos científicos por parte de más de 100 expertos de 36 países distintos. Este documento fue aprobado el 24 de septiembre de 2019 en la sesión 51° del IPCC (IPPC-51) en Mónaco y es parte del sexto ciclo de evaluación (AR6 por sus siglas en inglés) del IPCC que empezó en el 2015. El Resumen para tomadores de decisión del SROCC fue lanzado en una conferencia de prensa el 25 de septiembre de 2019.

## Estructura del informe
El informe SROCC contiene seis capítulos:
- Capítulo 1: Enfoque y contexto del informe
- Capítulo 2: Zonas de alta montaña
- Capítulo 3: Regiones polares
- Capítulo 4: Aumento del nivel del mar e implicaciones para las islas, costas y comunidades de litoral bajo
- Capítulo 5: Océanos cambiantes, ecosistemas marinos y comunidades dependientes
- Capítulo 6: Extremos, cambios abruptos y gestión de riesgos

## Declaraciones principales

### Cambios e impactos observados

#### Impactos físicos observados
- A1. En las últimas décadas, el calentamiento global ha llevado a una disminución generalizada de la criósfera, con pérdida de masas en capas de hielo y glaciares, reducciones de la cobertura de nieve, disminución en la extensión y espesor del hielo marino ártico, y aumento de la temperatura del permafrost.[10]
- A2. Es prácticamente seguro que el océano global se ha calentado sin cesar desde 1970 y ha absorbido más del 90% del exceso de calor en el sistema climático. Desde 1993 la tasa de calentamiento del océano se ha más que duplicado. Las olas de calor marinas tienen mucha probabilidad de haber duplicado su frecuencia desde 1982 y están aumentando en intensidad. Al absorber más dióxido de carbono (CO2), el océano ha experimentado una creciente acidificación en aguas superficiales. Se ha producido una pérdida de oxígeno desde la superficie hasta los 1.000 m de profundidad.[10]
- A3. El nivel medio del mar a nivel global (GMSL, de las siglas en inglés para Global Mean Sea Level) está aumentando, con una aceleración en las últimas décadas debido a tasas crecientes de pérdida de hielo en las capas de hielo sobre Groenlandia y la Antártida, así como por una continua pérdida de masa de glaciares y la expansión térmica del océano. Los incrementos de vientos ciclónicos y precipitación, y el incremento en olas extremas, combinados con la subida del nivel relativo del mar, exacerban los eventos de nivel del mar extremos y los peligros costeros.[10]

Impactos observados en los ecosistemas
- A4. Alteraciones a la criósfera, que incluye el deshielo del permafrost y glaciares, así como cambios en la cobertura de nieve, han dejado al descubierto a tierra que previamente estaba cubierta por hielo o nieve. Esto ha llevado a cambios hidrológicos que han impactado a especies y ecosistemas, tanto terrestres como de agua dulce, en regiones polares y del alta montaña. Estos cambios en la criósfera han contribuido a cambios estacionales en actividades, abundancia y distribución de especies de plantas y animales que son de importancia ecológica, económica y cultural, así como a alternaciones a procesos ecológicos y al funcionamiento de ecosistemas.[11]
- A5. Desde aproximadamente 1950 se han reportado variaciones en el hielo marino y la biogeoquímica del océano (por ej., disminución en oxígeno disponible), lo cual ha afectado a un gran número de especies marinas pertenecientes a una variedad de grupos que ocupan ecosistemas marinos desde el trópico hasta los polos. Los impactos a nivel de especies incluyen cambios en su rango geográfico, actividades estacionales, abundancia, y producción de biomasa, pero debido a efectos cascada, estos cambios repercuten en la estructura y funcionamiento de ecosistemas a través de modificaciones en la composición de ensamblajes, así como a las interacciones entre especies. En ciertas regiones del mundo los efectos de cambio climático son agravados aún más debido a la presión pesquera.[11]
- A6. El calentamiento de los océanos afectan a ecosistemas costeros a través de la intensificación de olas de calor marinas, acidificación, pérdida de oxígeno, intrusión salina, y el aumento del nivel del mar. Estos efectos son amplificados por actividades humanas en el océano y en la tierra, y ya podemos observar una disminución en el área total de hábitats, biodiversidad, así como impactos en el funcionamiento de ecosistemas y los servicios que proveen.[11]

Impactos en las personas y servicios ecosistémicos
- A7. La seguridad alimentaria, recursos hídricos, calidad de agua, medios de subsistencia, salud y bienestar, infraestructura, transporte, turismo, recreación y la cultura de comunidades humanas, en especial de pueblos indígenas, se han visto afectados principalmente de manera negativa debido a la reducción en la criósfera del Ártico y áreas de alta montaña desde mediados del siglo 20. Cabe recalcar que no todas las poblaciones y regiones del mundo han sido afectadas de la misma manera, pero la inclusión de conocimientos locales e indígenas ha beneficiado el desarrollo de planes de adaptación al cambio climático alrededor del mundo.[11]
- A8. Los impactos en ecosistemas marinos, y los servicios ecosistémicos que proveen, varían a nivel regional, lo cual dificulta su gobernanza. Ciertas regiones han experimentando beneficios mientras otras se han visto perjudicados, los cuales afectan la seguridad alimentaria, a través de las pesquerías, medios de subsistencia, culturas, turismo y recreación a nivel local. Los impactos en los servicios ecosistémicos también tienen consecuencias negativas en la salud y bienestar de los pueblos indígenas y comunidades locales que dependen de pesquerías.[11]
- A9. Las comunidades costeras están expuestas a una variedad de peligros relacionados al clima, tales como ciclones tropicales, niveles extremos del nivel del mar, inundaciones, olas de calor marinas, pérdida de hielo marino y deshielo del permafrost. Se han diseñado varios planes de acción al incremento del nivel del mar, principalmente después de eventos extremos, pero también como planes de mitigación.[11]

## Conclusiones
Dentro de las conclusiones del informe resaltan las siguientes comunicadas por periódicos y sitios web reconocidos:
- La tasa de calentamiento de los océanos se ha más que duplicado desde 1993 y el aumento del nivel del mar se está acelerando debido a la pérdida de hielo de Groenlandia y la Antártida
- En escenarios de altas emisiones, se prevé que el nivel medio del mar aumente 0,84 m para fines de siglo, 0,1 m más de lo que se pensaba anteriormente. Reducir las emisiones podría reducir a la mitad esto
- Los océanos más cálidos aumentan el riesgo de impactos "graves" en la naturaleza y los ecosistemas costeros, incluso si el calentamiento global se limita a 1,5 grados centígrados
- La adaptación coordinada debe ir acompañada de reducciones de emisiones "urgentes y ambiciosas" para evitar los peores efectos del cambio climático.

## Recepción
El resumen de los resultados del informe fue recibido y difundido por los principales medios de comunicación como CNN en Español de EE. UU., El País de España y Deutsche Welle de Alemania.